# Héctor Hurtado
Héctor Hugo Hurtado Salazar (Cali, 23 settembre 1975) è un ex calciatore colombiano, di ruolo attaccante.

## Carriera

### Club
Legato all'América de Cali per la maggior parte del suo primo periodo da calciatore professionista, si trasferì nel 1999 all'estero, più precisamente in Brasile con l'Internacional di Porto Alegre. Giocò sia nella Série A che nella Coppa del Brasile di quell'anno, totalizzando 11 presenze e due reti in campionato ed una presenza in coppa. Dopo aver fatto ritorno nella natia Colombia, venne acquistato dall'Atlético Nacional di Medellín, dove si impose come presenza più o meno fissa nonostante il rendimento altalenante per quanto riguardava i gol.
Dopo un passaggio all'Independiente Santa Fe, con la cui maglia andò a segno una sola volta, espatriò nuovamente, stavolta giungendo in Perù, dove marcò diverse reti, specialmente allo Sporting Cristal, mantenendo una discreta media gol. Nel 2010 è stato acquistato dall'Universidad César Vallejo, per poi ritornare nel 2012 all'América de Cali, dove nel 2013 ha terminato la sua carriera.

### Nazionale
Convocato per la prima volta nel 1999 da Javier Álvarez, partecipò a due edizioni della CONCACAF Gold Cup, nel 2000 e nel 2005. Ha totalizzato 18 presenze e tre reti con la maglia della Colombia.

## Palmarès

### Club

#### Competizioni nazionali
- Campionato colombiano: 2

América de Cali: 2000
Atlético Nacional: Apertura 2005
- Campionato peruviano: 1

Universitario: Apertura 2008

### Individuale
- Capocannoniere della Coppa Merconorte: 1

1998 (4 gol, condiviso con altri quattro giocatori)